# Aurélien Panis

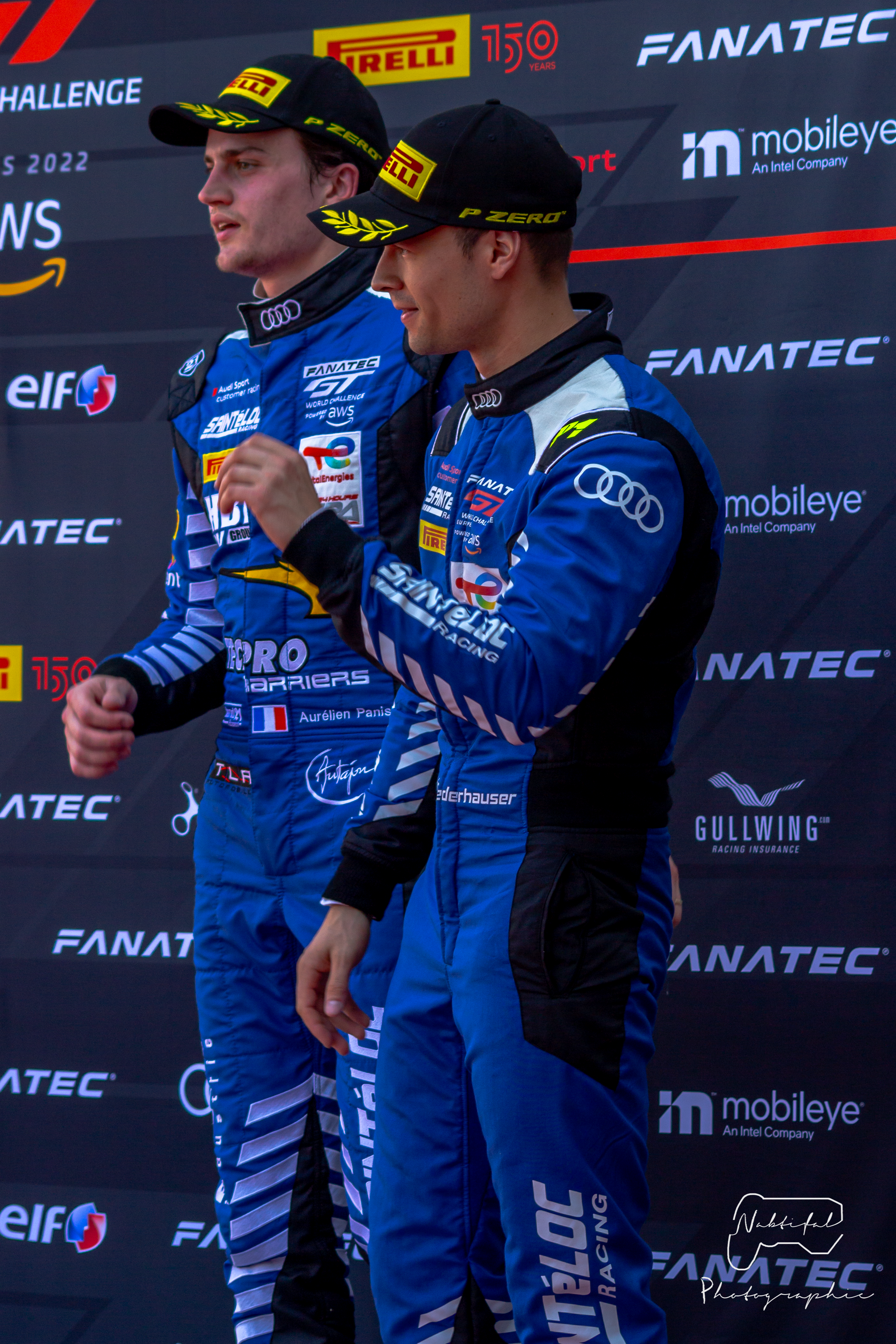
Aurélien Panis (links) mit Patric Niederhauser 2022

Aurélien Panis (* 29. Oktober 1994 in Saint-Martin-d’Hères) ist ein französischer Automobilrennfahrer. Er startete 2015 und 2016 in der Formel Renault 3.5. Sein Vater ist der Automobilrennfahrer Olivier Panis.

## Karriere
Panis begann seine Motorsportkarriere im Kartsport, in dem er bis 2010 aktiv blieb. 2011 wechselte er in den Formelsport und trat in der französischen Formel-4-Meisterschaft an. Er wurde zweimal Dritter und beendete die Saison auf dem zehnten Gesamtrang. 2012 wechselte Panis zu RC Formula in die alpine Formel Renault, die er auf dem 17. Platz in der Fahrerwertung abschloss. Darüber hinaus absolvierte er für den Rennstall im Formel Renault 2.0 Eurocup sechs Gaststarts. 2013 blieb Panis zunächst bei RC Motorsport und startete im Formel Renault 2.0 Eurocup und in der nordeuropäischen Formel Renault. Ende Juni beendete er sein Engagement bei dem Rennstall. Er trat in der zweiten Jahreshälfte für das Prema Powerteam im Formel Renault 2.0 Eurocup an und erreichte den 18. Gesamtrang. 2014 wechselte Panis im Formel Renault 2.0 Eurocup zum ART Junior Team. Mit einem Sieg wurde er Achter im Gesamtklassement. Darüber hinaus absolvierte er für ART sieben Rennen in der nordeuropäischen Formel Renault, wobei ihm ebenfalls ein Sieg gelang.
2015 erhielt Panis bei Tech 1 Racing ein Cockpit in der Formel Renault 3.5. Er schloss die Saison auf dem zwölften Gesamtrang ab. 2016 wurde die Formel Renault 3.5 in Formel V8 3.5 umbenannt und Panis wechselte innerhalb der Serie zu Arden Motorsport. Er gewann in Alcañiz und Spielberg. In der Meisterschaft verbesserte er sich auf den fünften Platz im Gesamtklassement. Intern unterlag er Jegor Orudschew mit 183 zu 197 Punkten. Darüber hinaus ging er zu einigen Rennen der französischen Tourenwagen-Meisterschaft an den Start.
Im Jahr 2018 und 2019 ging er für comtoyou in der WTCR (Tourenwagen-Weltcup) an den Start. 2018 ging er für das comtoyou-Team, in einem Audi, an den Start. Das folgende Jahr nahm er in einem Cupra neben Tom Coronel platz, erneut für comtoyou. 2020 hieß das Team „comtoyou DHL Cupra Team“.

## Statistik

### Karrierestationen
| - 2011: Französische Formel 4 (Platz 10) - 2012: Alpine Formel Renault (Platz 17) - 2013: Formel Renault 2.0 Eurocup (Platz 18) | - 2013: Nordeuropäische Formel Renault (Platz 27) - 2014: Formel Renault 2.0 Eurocup (Platz 8) - 2014: Nordeuropäische Formel Renault (Platz 19) | - 2015: Formel Renault 3.5 (Platz 12) - 2016: Formel V8 3.5 (Platz 5) - 2016: Französische Tourenwagen-Meisterschaft (Platz 14) |

- 2018: WTCR Einsatz comtoyou Team (Platz 17)
- 2019: WTCR Einsatz comtoyou DHL Cupra Team (Platz 17)
- 2020: Einsatz in einem Lexus bei den 24h von Spa (Platz ?)

### Einzelergebnisse in der Formel Renault 3.5 / Formel V8 3.5
| Jahr | Team             | 1   | 2   | 3   | 4   | 5   | 6   | 7   | 8   | 9   | 10  | 11  | 12  | 13  | 14  | 15  | 16  | 17  | 18  | Punkte | Rang |
| ---- | ---------------- | --- | --- | --- | --- | --- | --- | --- | --- | --- | --- | --- | --- | --- | --- | --- | --- | --- | --- | ------ | ---- |
| 2015 | Tech 1 Racing    | ALC | ALC | MON | SPA | SPA | HUN | HUN | SPI | SPI | SIL | SIL | NÜR | NÜR | LMS | LMS | JRZ | JRZ |     | 42     | 12.  |
| 2015 | Tech 1 Racing    | 12  | 13  | 7   | DNF | 7   | 7   | 13  | 8   | DNF | DNF | 9   | 14  | DNF | 5   | 6   | DNF | 13  |     | 42     | 12.  |
| 2016 | Arden Motorsport | ALC | ALC | HUN | HUN | SPA | SPA | LEC | LEC | SIL | SIL | SPI | SPI | MNZ | MNZ | JER | JER | CAT | CAT | 183    | 5.   |
| 2016 | Arden Motorsport | 5   | 1   | 4   | 3   | 8   | 5   | 8   | 4   | 5   | 5   | 5   | 1   | 4   | DNF | 4   | DNF | 4   | 12  | 183    | 5.   |